# 키리바시의 국장

키리바시의 국장

키리바시의 국장은 영국의 속령인 길버트 엘리스 제도 시절이었던 1937년 5월 1일에 처음 디자인되었으며 1979년 독립과 동시에 나라 표어를 추가하여 키리바시의 국장으로 공식 제정되었다.
방패 안에는 빨간색 바탕에 세 개의 하얀색 물결 무늬와 세 개의 파란색 물결 무늬가 그려져 있으며 물결 무늬 위에는 17줄기의 햇살을 가진 떠오르는 노란색 태양과 군함조가 그려져 있다.
물결 무늬는 키리바시를 구성하는 3개의 군도(길버트 제도, 피닉스 제도, 라인 제도)와 파도를 의미하며 17개의 햇살은 길버트 제도를 구성하는 16개의 섬과 과거 길버트 제도를 구성했던 섬인 바나바섬을 의미한다.
방패의 디자인은 키리바시의 국기의 디자인과 같은 디자인이다. 방패 아래쪽에 있는 리본에는 키리바시의 나라 표어인 "건강, 평화, 번영"("Te Mauri Te Raoi Ao Te Tabomoa")이 키리바시어로 쓰여져 있다.